# Sotto la pioggia
Sotto la pioggia è l'ottavo album di Antonello Venditti. È stato pubblicato nel 1982, per la prima volta con la sua etichetta discografica la Heinz Music, dopo l'abbandono del cantante dell'etichetta Philips Records.

## Il disco
All'album partecipano come strumentisti, tra gli altri, Ron e tre membri su quattro degli Stadio.

## Tracce
Testi e musiche di Antonello Venditti
1. Sotto la pioggia – 5:12
2. Torino – 5:13
3. Dimmelo tu cos'è – 4:32
4. Fellini – 3:24
5. Le ragazze di Monaco – 3:56
6. Italia – 4:38
7. Eleonora – 4:35
8. Stukas – 5:28

Durata totale: 36:58

## Formazione
- Antonello Venditti – voce, cori e pianoforte
- Marco Nanni – basso
- Giovanni Pezzoli – batteria
- Ricky Portera, Renato Bartolini,  Massimo Morante, Claudio Prosperini, Mauro Paoluzzi, Claudio Bazzari, Ron – chitarra acustica ed elettrica
- Marcello Vento – batteria e percussioni
- Marco Vannozzi – basso e contrabbasso
- Rodolfo Lamorgese – chitarra acustica ed elettrica, percussioni
- Alessandro Centofanti – sintetizzatore e percussioni
- Maurizio Preti, Carlo Siliotto – percussioni
- Aldo Banfi – sintetizzatore
- Pablo Romero – charango, tiple
- Lucio Fabbri – violino
- Luciano Biasutti – tromba e flicorno
- Giancarlo Porro – sax e clarinetto

## Classifiche

### Classifiche settimanali
| Classifica (1982) | Posizione massima |
| ----------------- | ----------------- |
| Italia            | 5                 |

### Classifiche di fine anno
| Classifica (1982) | Posizione |
| ----------------- | --------- |
| Italia            | 18        |